# 高背美洲鱥
高背美洲鱥（學名：Notropis dorsalis），為輻鰭魚綱鯉形目雅羅魚科的其中一種，分布於北美洲加拿大哈德遜灣沿岸、曼尼托巴省及美國密西根州的五大湖區、密西西比河、伊利諾州東部到懷俄明州和科羅拉多州的普拉特河流域、紐約州西部、賓夕法尼亞州、西維吉尼亞州、俄亥俄州等流域，本魚呈長橢圓形且側扁，眼大、口近下位，體背部是灰黃色的，側面銀色，腹部側面中間有一條深色條紋，體長可達8公分，棲息在沙底質、水流湍急的溪流，以藻類及小型無脊椎動物為食，生活習性不明。